# Coucou de Mechow
Cercococcyx mechowi
Espèce
Statut de conservation UICN

 LC  : Préoccupation mineure
Le Coucou de Mechow (Cercococcyx mechowi) est une espèce d'oiseau de la famille des Cuculidae. C'est une espèce monotypique (non subdivisée en sous-espèces).

## Répartition
Son aire s'étend de manière +/- dissoute à travers l'Afrique équatoriale.